# A Cura pelo Som
A Cura Pelo Som é um álbum de estúdio de Funk Como Le Gusta, lançado em 2011.

## Faixas
1. "Balacobaco" - 02:44
2. "Sem Amor" - 03:12
3. "Tá Na Sua Cabeça" - 03:35
4. "Muchacha Fantástica" - 03:52
5. "Irê" - 02:59
6. "Sweet Ronie Song" - 03:58
7. "Putz!" - 04:34
8. "Agente 69" - 04:18
9. "La Vida Irá" - 03:56
10. "Prelúdio do Sol" - 03:15

## Formação
- Kuki Stolarski - (bateria)
- James Mü (percussão e voz)
- Sérgio Bártolo (baixo)
- Emerson Villani (guitarra, violão e voz)
- Eron Guarnieri (teclado, escaleta e voz)
- Kito Siqueira (sax barítono e alto)
- Hugo Hori (sax tenor e flauta)
- Tiquinho (trombone)
- Reginaldo 16 (trompete, flugel horn e voz)
- Jorge Ceruto (trompete e voz)